# Epika
Epika (gr. ἐπικός epikós „słowny”) – jeden z trzech rodzajów literackich (obok liryki i dramatu). Ukształtowała się z ustnych sag, podań, legend i mitów o przeszłości.

## Cechy epiki
- obecność narratora
- świat przedstawiony
- fabuła (oraz układ przyczynowo-skutkowy zdarzeń)
- zapis prozą (wyjątki – epopeja, powieści poetyckie, ballada)
- wiele wydarzeń i miejsc akcji

## Gatunki epiki
- powieść – utwór pisany prozą, obszerny, wielowątkowy, o dużej liczbie bohaterów; np. Quo vadis; istnieje kilkanaście rodzajów powieści, np. historyczna, polityczna, przygodowa, sensacyjna, społeczno-obyczajowa, psychologiczna, biograficzna, fantastyczno-naukowa, fantasy, kryminalna itp.
- nowela – utwór krótki, jednowątkowy, z małą liczbą bohaterów i punkcie kulminacyjnym znajdującym się w zakończeniu; np. „Janko Muzykant” czy „Latarnik”
- epos (epopeja) – rozbudowany utwór wierszowany, przedstawiający dzieje mitycznych, legendarnych lub historycznych bohaterów na tle przełomowych wydarzeń dla danej społeczności; np. „Iliada”, „Odyseja” lub „Pan Tadeusz”
- opowiadanie – utwór niewielki, tematycznie ograniczony do jednego wątku, różniący się od noweli brakiem wyraźnej konstrukcji, luźnym układem akcji często wzbogacanej epizodami; np.  "Pętla"
- baśń – utwór opowiadający dzieje bohaterów z reguły fantastycznych, pozbawiony określonego miejsca oraz czasu (dawno, dawno temu za górami, za lasami)
- legenda – opowieść (nasycona elementami fantastyki, zawierająca jednak część prawdy) o bohaterze, często o życiu świętego, męczennika ujawniająca czas i miejsce akcji
- anegdota – krótkie, często zabawne opowiadanie o jakimś specyficznym wydarzeniu, np. historyjka z życia sławnej postaci
- satyra – utwór ośmieszający i piętnujący ukazywane w nim zjawiska, osoby, obyczaje, stosunki społeczne – uwaga! jest to gatunek mieszany (synkretyczny), łączy elementy epiki i liryki, podobnie jak ballada czy powieść poetycka.
- pamiętnik – opisuje przeżycia uczestnika, bądź świadka jakiegoś wydarzenia, chronologicznie ułożone.
- ballada – występuje w trzech rodzajach literackich, najczęściej zawiera niezwykłe wydarzenia.

## Rodzaje narracji
- pierwszoosobowa – narrator jest uczestnikiem wydarzeń. Czasowniki są w pierwszej osobie liczby pojedynczej lub mnogiej, występują zaimki takie jak: mi, mnie, mój, ja. Taki narrator nazywany jest narratorem konkretnym.
- trzecioosobowa – narrator przedstawia, komentuje przebieg wydarzeń, sam nie bierze udziału w wydarzeniach, jest narratorem wszechwiedzącym.

## Składniki świata przedstawionego
- czas i miejsce akcji
- fabuła
- bohaterowie (główni, drugoplanowi i epizodyczni)

Między światem przedstawionym a narratorem zachodzi określony stosunek, gdy narrator jest albo niewidoczny, albo uwidacznia swoje stanowisko, lub w skrajnych przypadkach traktuje fabułę jako pretekst do własnych przemyśleń i wypowiedzi.

## Czas fabuły a czas powstania utworu
- przeszłość – epika historyczna
- teraźniejszość – epika współczesna
- przyszłość – epika fantastyczna